# 2412 Wil
A 2412 Wil (ideiglenes jelöléssel 3537 P-L) a Naprendszer kisbolygóövében található aszteroida. Cornelis Johannes van Houten, Ingrid van Houten-Groeneveld és Tom Gehrels fedezte fel 1960. október 17-én.